# Musik war ihr Hobby
Musik war ihr Hobby – album niemieckiego zespołu punkrockowego Die Toten Hosen, wydany w 1995 roku.

## Lista utworów

### Wir sind bereit (1982)
1. „Wir sind bereit” (Frege, von Holst/Frege) − 2:01
2. „Jürgen Englers Party” (Frege, von Holst/Frege) − 1:26

### Reisefieber (1982)
1. „Reisefieber” (Breitkopf, Frege, von Holst, Meurer, Trimpop/Frege) − 3:46
2. „Niemandsland” (Frege, von Holst/Frege) − 2:41

### Armee der Verlierer (1983)
1. „Armee der Verlierer” (Frege, von Holst/Frege) − 4:23
2. „Eisgekühlter Bommerlunder” (Molinare, Dt.Spez.; Trimpop/Trimpop) − 2:58
3. „Opel-Gang” (von Holst, Frege/Breitkopf, Frege, von Holst, Meurer, Trimpop) − 1:59

### Hip Hop Bommi Bop (1983)
1. „Hip Hop Bommi Bop” (Breitkopf, Frege, v. Holst, Meurer, Trimpop/Meurer, Trimpop) − 4:25
2. „Hip Hop Bommi Bop Bop” − 6:47 (z Fab Five Freddy)

### Schöne Bescherung (1983)
1. „Schöne Bescherung” (Breitkopf, Frege, von Holst, Meurer, Trimpop/Frege) − 3:02
2. „Willi's weiße Weihnacht” (Breitkopf, Frege, von Holst, Meurer, Trimpop/Frege) − 2:35
3. „Knecht Ruprechts letzte Fahrt” (Breitkopf, Frege, von Holst, Meurer, Trimpop/Frege) − 3:46

### Kriminaltango (1984)
1. „Kriminaltango” (Trombetto/Feltz) − 3:32
2. „Allein vor deinem Haus” (von Holst, Frege/Frege, Meurer, Trimpop) − 2:26
3. „Es ist vorbei....” (Frege, von Holst/Frege, Meurer, Trimpop) − 3:09

### Liebesspieler (1984)
1. „Liebesspieler” (von Holst, Breitkopf, Frege/Frege) − 2:50
Die John Peel Session:
2. „Spiel mir das Lied vom Tod” (Ennio Morricone) − 1:14
3. „Es ist vorbei” − 2:27
4. „Till to the Bitter End” (Frege/Frege) − 2:48 (anglojęzyczna wersja „Bis zum bitteren Ende”)
5. „Seafever” (Breitkopf, Frege, von Holst, Meurer, Trimpop/Frege) − 3:38 (anglojęzyczna wersja „Reisefieber”)
6. „Hofgarten” (Breitkopf, von Holst, Meurer/von Holst) − 1:41

## Wykonawcy
- Campino – wokal
- Andreas von Holst – gitara
- Michael Breitkopf – gitara
- Andreas Meurer – gitara basowa
- Trini Trimpop – perkusja